# Molí Vell del Riu
El Molí Vell del Riu fue un molino situado en el término municipal de Moyá, en la comarca del Moyanés.
Está situado al nordeste de la villa de Moyá, cerca y a poniente de la masía del Río, a la izquierda del torrente Mal del Riu. Es en el vertiente noroeste del Serrat de Picanyol.
Actualmente el edificio está en ruinas y desplazado lateralmente por un corrimiento de tierras.